# Novočerkassk
Novočerkassk (rusky Новочерка́сск) je město v Ruské federaci, které spadá do Rostovské oblasti na jihozápadě země. Leží při ústí Tuzlova do Aksaje. K 14. říjnu 2010 zde žilo 168 746 obyvatel.

## Historie a současnost
Novočerkassk založil Matvej Ivanovič Platov v roce 1805 jako administrativní středisko území Donských kozáků náhradou za Čerkassk, který se neosvědčil, neboť jej jeho poloha vystavovala častým povodním.
Ve dnech 1.–2. června 1962 proběhly v místní továrně NEVZ (НЭВЗ, rusky Новочеркасский электровозостроительный завод) vyrábějící elektrické lokomotivy rozsáhlé protesty proti zdražení potravin a zvyšování pracovních norem. Stávkující rozehnala armáda za pomoci tanků a kulometů, zemřelo 26 lidí a desítky byly zraněny, za organizování protestů bylo popraveno sedm osob. Po pádu sovětského režimu byl na místě střelby odhalen pomník. Incident je znám jako Novočerkasský masakr.
Mezi zdejší památky patří pravoslavná katedrála a pomníky Matveje Platova a Jermaka Timofějeviče.

## Vývoj počtu obyvatel
| Rok  | Počet obyvatel |
| ---- | -------------- |
| 1882 | 37 091         |
| 1897 | 51 963         |
| 1939 | 75 917         |
| 1959 | 95 453         |
| 1970 | 162 365        |
| 1979 | 183 055        |
| 1989 | 187 973        |
| 2002 | 170 822        |
| 2010 | 168 746        |

zdroj: od roku 1897 sčítání lidu